# バランガイ

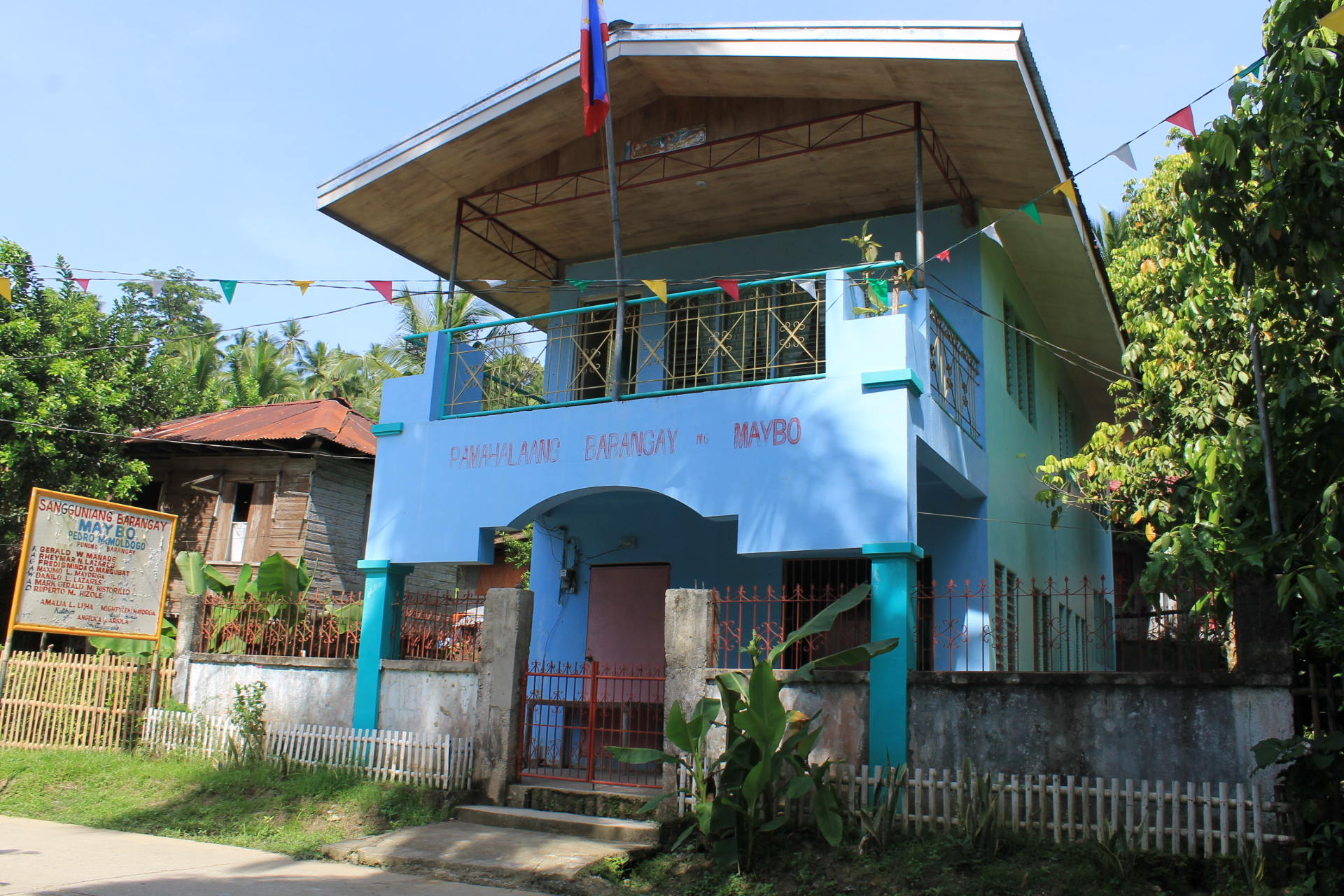
マリンドゥケ州、ボアク、マイボのバランガイ庁舎。

バランガイ（英語：barangay, タガログ語：baranggay）は、フィリピンの都市（cities）と町（Municipalities）を構成する最小の地方自治単位であり、村、地区または区を表す独自のフィリピン語である。また、バリオ（barrio）という旧名でも知られる。バランガイは地名においてしばしば「Brgy」または「Bgy」と略される。2019年5月時点で、フィリピンには合計42,045のバランガイがある。

## 歴史
バランガイは現地の言葉で「帆船」を意味する言葉であり、フィリピンがスペインの支配下に入る以前に、帆船に乗ったマレー人がフィリピン諸島の各地に住み、それを「バランガイ」と呼称したことに始まる。スペイン統治期には「バリオ」と称されたが、徴税機関としての地位しか持たないものであった。1973年、フェルディナンド・マルコス大統領の統治期間にバリオから再びバランガイに改称され、そして1991年の地方自治体規約の下で成文化された。

## 要件
バランガイは、市と町の下に置かれ、政府の政策、計画などの基礎的単位としておかれる。バランガイは、国家統計局が証明する2000人以上（メトロマニラや高度都市化市では5000人以上）の人口を持つ一連の土地を単位として設立することができる。但し、2つ以上の島を含む場合は一連でなくてもよい。

## 行政機関として
バランガイは行政機能を持つバランガイ政府とバランガイ議会などで構成され、政府は住民から公選されるバランガイ長を中心に行政サービスを行う。議会は9名の議員（うち7名が公選）で構成され、条例の制定や予算の審議、開発計画や住民福祉計画の審議などを行う。バランガイには地域住民の意志を幅広く取り入れるため、「青年バランガイ議会」と呼ばれる15歳から21歳までの青年層からの公選による議会や、バランガイの直面する諸問題や財政状況、事業の進歩状況など活動内容を公聴・討論する「バランガイ会議」などが置かれている。バランガイ会議はバランガイに6ヶ月以上居住する15歳以上のフィリピン国民全員が参加し、バランガイにおける争議や紛争の仲介・調停、管轄の市町の地方予審裁判所への調停の結果報告を行う。

## 2013年の選挙
2013年10月28日実施、即日開票。国内計42,028バランガイの議長と議員が決定。投票絡みの暴力事件や事故で7人が死亡、7人が負傷。

### 法律
1. ↑  地方自治法第384条
2. 1 2  地方自治法第386条第1項